# Челма (приток Важинки)
Челма — река в России, протекает в Подпорожском районе Ленинградской области.

## Географические сведения
Исток реки — Лендозеро, в которое впадает ручей, вытекающий из Сидозера. Устье находится к северо-востоку от посёлка Важины, в 6 км по левому берегу реки Важинки от устья последней. Длина реки составляет 18 км, площадь водосборного бассейна 245 км². Река имеет притоки — река Кузьма, Кивручей, Кедручей, Роксручей.
Система водного объекта: Важинка → Свирь → Ладожское озеро → Нева → Финский залив → Балтийское море.

## Данные водного реестра
По данным государственного водного реестра России относится к Балтийскому бассейновому округу, водохозяйственный участок реки — Свирь без бассейна Онежского озера, речной подбассейн реки — Свирь (включая реки бассейна Онежского озера). Относится к речному бассейну реки Нева (включая бассейны рек Онежского и Ладожского озера).
Код объекта в государственном водном реестре — 01040100712102000012639.